# Annik Marguet
Pour les articles homonymes, voir Marguet.
Annik Marguet, née le 30 juin 1981 à Ménières, est une tireuse suisse. Spécialisée dans le tir à la carabine, elle est notamment médaillée de bronze au tir à 50 mètres trois positions aux Championnats du monde 2010.

## Palmarès

### Jeux olympiques
- 25e à la carabine à 50 mètres 3 positions en 2008
- 33e à la carabine à 10 mètres air comprimé en 2008
- 38e à la carabine à 10 mètres air comprimé en 2012
- 40e  à la carabine à 50 mètres 3 positions en 2012

### Championnats du monde
- 3e à la carabine à 50 mètres 3 positions en 2010[1]